# Kanton Moringen
Der Kanton Moringen bestand von 1807 bis 1813 im Distrikt Göttingen (Departement der Leine, Königreich Westphalen) und wurde durch das Königliche Decret vom 24. Dezember 1807 gebildet. Der Kanton war von den Umstruktierungen des Distrikts zur endgültigen Festsetzung des Zustands der Gemeinden im Departement der Leine vom 16. Juni 1809 betroffen. Die Gemeinde Fredelsloh kam hinzu und mit dem Kanton Hardegsen wurde das Dorf Thüdinghausen für das Dorf Blankenhagen getauscht. Die  daraus ergebene Neuorganisation der Gemeinden erfolgte in der unten stehenden Form.

## Gemeinden
- Moringen
- Lutterbeck, Oldenrode, Nienhagen, Behrensen, Schnedingshausen, Oberdorf Moringen, Berwartshausen und bis 1809 Blankenhagen
- Höckelheim und Haus Steinkuhle
- Hillerse und Großenrode

ab 1809
- Moringen
- Oberdorf Moringen mit Domäne, Amtsfreiheit und Vorwerk Holtensen (Moringen)
- Lutterbeck, Oldenrode und Nienhagen
- Fredeslohe und Vorwerk Tönnieshof (neu)
- Thüdinghausen (neu)
- Behrensen
- Großenrode
- Hillerse
- Höckelheim und Haus Steinkuhle
- Schnedinghausen und Berwartshausen